# André van Stigt

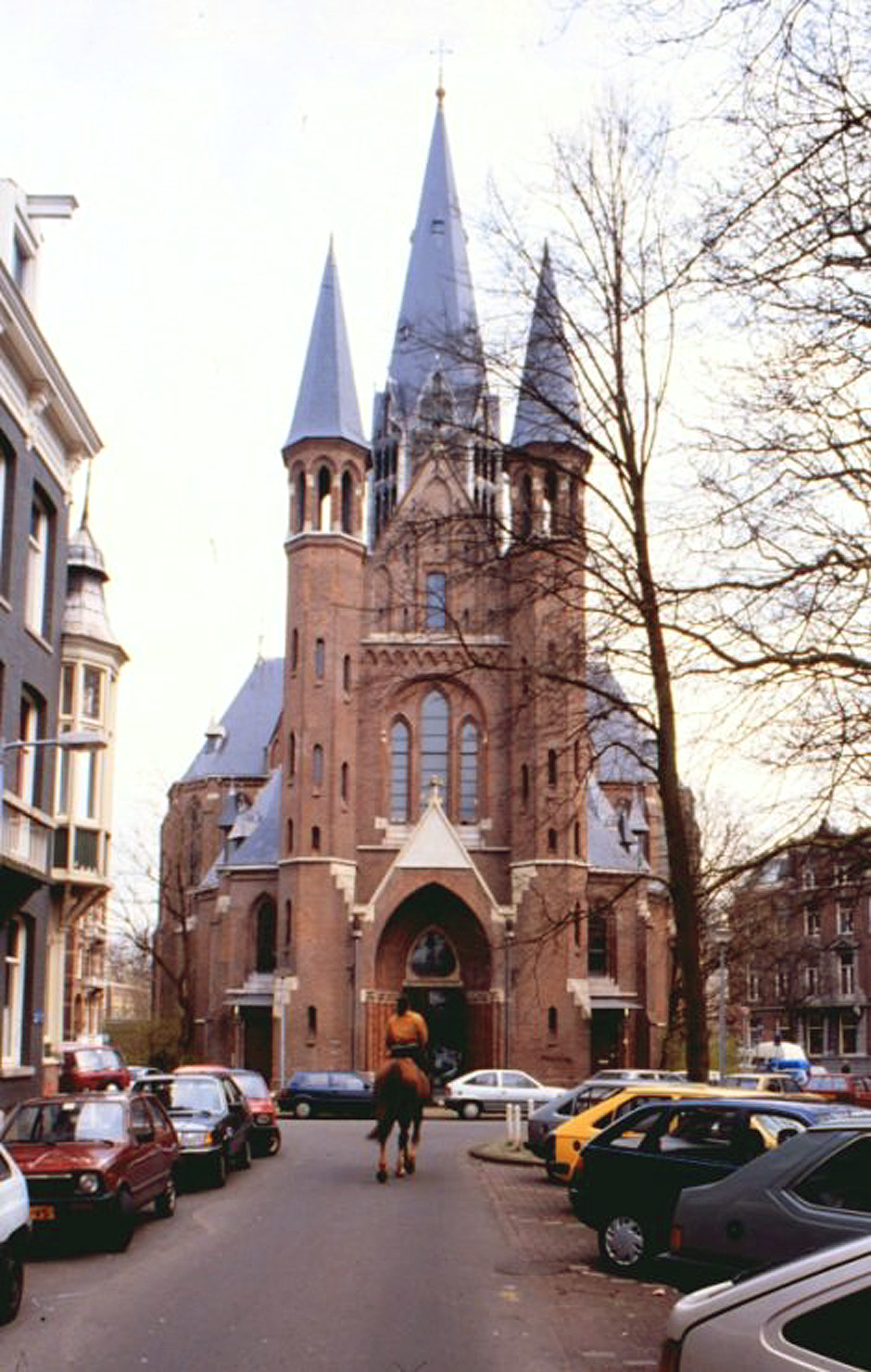
De Vondelkerk. Foto: bmz.amsterdam.nl

André van Stigt (Amsterdam, 10 augustus 1959) is een Nederlandse architect te Amsterdam.
Van Stigt heeft voornamelijk renovatieprojecten op zijn naam staan. Hij werkte in het architectenbureau van zijn vader Joop van Stigt, die hij in 1999 bij zijn pensionering opvolgde als directeur.

## Projecten
- De omzetting van de graansilo's op de Silodam tot een complex van woningen (1997-2000), waarvoor hij voor het ontwerp de prijs duurzaam bouwen 1995 van de gemeente Amsterdam kreeg.

Restauratie en herbestemming van oude gebouwen en monumenten:
- 5e Montessorischool (Amsterdam) (2009-2010) i.s.m. Hans Kuiper
- Apollohal (Amsterdam) (2004-2005)
- Conservatorium Hotel (Amsterdam) (2008-2012) i.s.m. Meyer en Van Schooten
- De Hallen (Amsterdam) (2010-2015)
- Gebouw Droogbak (Amsterdam) (1999-2000)
- Filmmuseum (Amsterdam) (1991)
- Gerardus Majellakerk (Amsterdam) (1992-1993) 1e herbestemming
- Gerardus Majellakerk (Amsterdam) (2011-2012) 2e herbestemming
- Gerrit van der Veen College (Amsterdam) (2006-2007)
- Greinerschool (Haarlem) (2008-2010) i.s.m. Hans Kuiper
- Groothandelsgebouw (Rotterdam) (2002-2005)
- Het Amsterdams Lyceum (Amsterdam) (2001-2002)
- Het Amsterdams Lyceum (Amsterdam) uitbreiding kelderbak onder de poort (2013)
- Haarlemmerpoort (Amsterdam) (2018-2019)
- Hotel de l'Europe (Amsterdam) (2008-2011)
- Hotel Résidence Le Coin (Amsterdam) (1995-1997)
- De Inktpot (Utrecht) (1999-2002)
- Muiderkerktoren (Amsterdam) (2010-2012)
- Nieuwe Energie (Leiden) (2007-2008)
- Olympisch Stadion (Amsterdam) (1996-1999)
- Pakhuis de Zwijger (Amsterdam) (2005-2006)
- Posthoornkerk (Amsterdam) (1988-1989)
- Sint Olofskapel (Amsterdam) (1990-1992)
- Stoomketelfabriek Deprez (Tilburg) (2009-2010)
- Sweelinck College (Amsterdam) (2005-2006)
- Theater Instituut Nederland (Amsterdam) (1995-1997)
- Vondelkerk (Amsterdam) (1986-1986)

Bestaande gebouwen herbestemd tot wooncomplexen:
- Academisch Ziekenhuis Utrecht (1990-1994)
- Entrepotdok (Amsterdam) (1982-1987)
- Graansilo Korthals Altes (Amsterdam) (1997-2000)
- Hotel Résidence Le Coin (Amsterdam) (1996)
- Oranje-Nassau Kazerne (Amsterdam) (1989-1990)
- Ripperda Kazerne (Haarlem) (2006-2011)
- Koepelgevangenis van Haarlem (Haarlem) (2020-2022)

Restauraties:
- Begijnhof (Amsterdam) (1982-1984)
- De Dageraad (Amsterdam) (1979)
- Grote Kerk (Breda) (1991-2007) Joop van Stigt
- Oude Kerk (Amsterdam) (1990-1998)
- Westerkerk (Amsterdam) (1984-1984)

Woningprojecten nieuwbouw:
- Academisch Ziekenhuis Utrecht, nieuwbouw woningen (1993-1994)
- Gouden Leeuw (Amsterdam) (1971-1973)
- Nieuwbouw woningen (Groningen) (1993-1994)
- Woningproject 414 woningen (Almere) (1974-1976)

Utiliteitsbouw nieuwbouw Joop van Stigt:
- Afrikahuis (Amsterdam) (1968-1971)
- Faculteit der Letteren (nieuwbouw) van de Universiteit Leiden (1982-1982)
- Raadhuis (Ter Aar) (1968-1992)

Ontwerp:
- Apen- en vogelverblijf Artis (Amsterdam) (2007)
- Burcht van Berlage (Amsterdam) (2006-2007)
- Huis met de Hoofden (Amsterdam) (2012-2013)
- Missiehuis (Hoorn) (2007-2008, 2015-2017)
- Seeligkazerne (Breda) (2014)

## Eerbetoon
- In 2014 is de IJ-prijs van de gemeente Amsterdam aan hem toegekend.[1]